# Ihuru
Ihuru ist eine Insel der Malediven. Sie liegt im Westen des Nord-Malé-Atolls, ca. 18 Kilometer von der maledivischen Hauptstadt (Hauptinsel) Malé entfernt.
Die Insel ist beinahe kreisrund und hat einen Durchmesser von weniger als 200 Metern. Der höchste Punkt erhebt sich nur drei Meter über den Meeresspiegel.
Der Tourismus ist die Haupteinnahmequelle der Einheimischen, denn das Meer um Ihuru ist sehr fischreich und deshalb besonders unter Tauchern sehr bekannt. Auf Ihuru setzt sich die Bevölkerung bereits seit vielen Jahren für den Umweltschutz ein. So wurde bereits 1996 ein Biorock-Korallenriff von dem deutschen Architekten Wolf Hilbertz angelegt.